# يوري غافريلوف
يوري فاسيليفتش غافريلوف، من مواليد 3 مايو 1953 في سيتون في الاتحاد السوفيتي، لاعب كرة قدم سوفيتي سابق.
لعب مع منتخب الاتحاد السوفيتي لكرة القدم.

## وصلات خارجية
- يوري غافريلوف على موقع الاتحاد الأوربي (الإنجليزية)
- يوري غافريلوف على موقع قاعدة بيانات كرة القدم.إي يو (الإنجليزية)
- يوري غافريلوف على موقع ناشيونال فوتبول تيمز (الإنجليزية)
- يوري غافريلوف على موقع عالم كرة القدم.نت (الإنجليزية)
- يوري غافريلوف على موقع كووورة
- يوري غافريلوف على موقع اللجنة الأولمبية الدولية (الإنجليزية)
- يوري غافريلوف على موقع أوليمبيديا (الإنجليزية)

قالب:تشكيلة الاتحاد السوفيتي في كأس العالم 1982